# Thomaskirche (Kaltental)

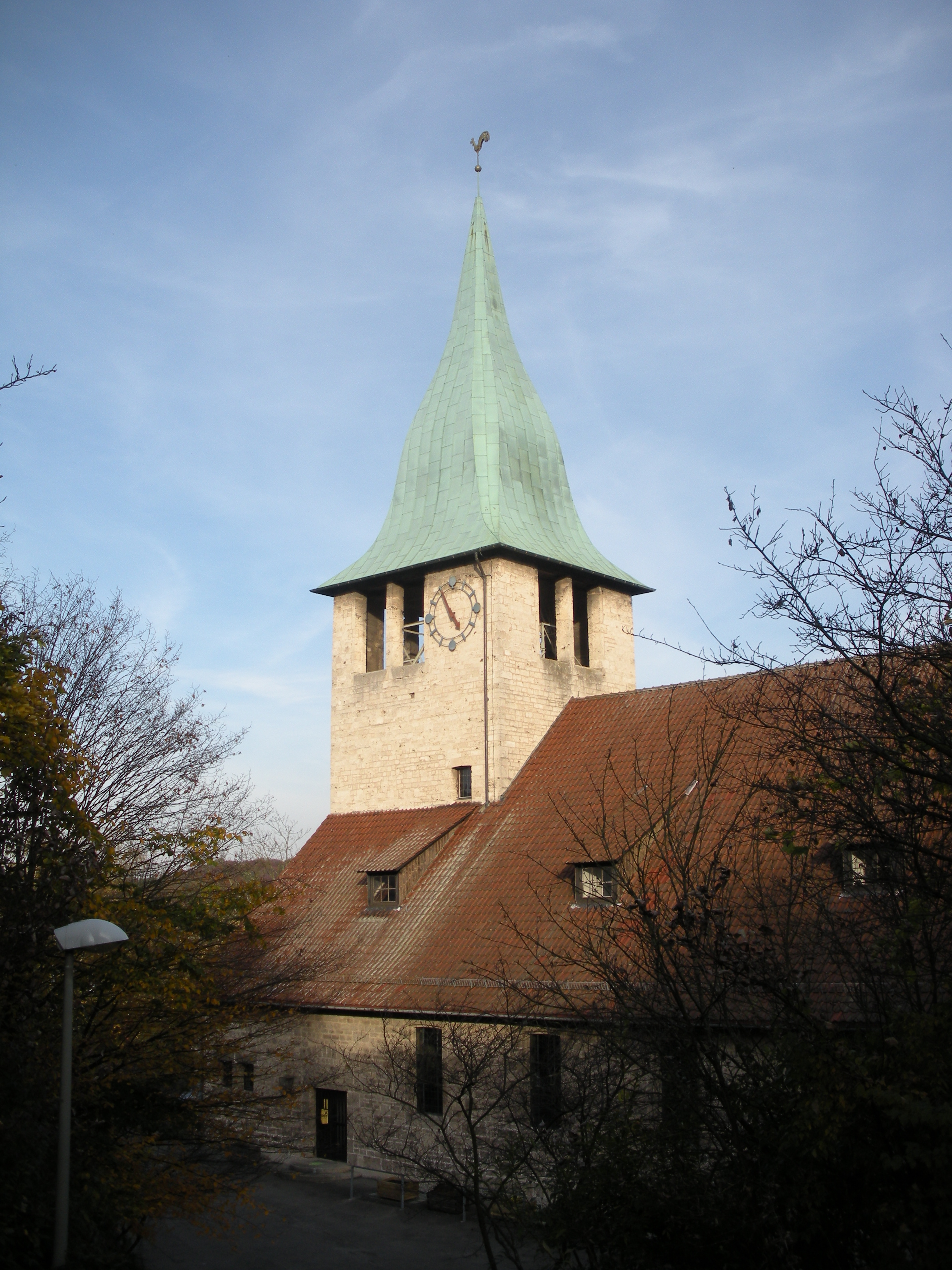
Thomaskirche

Die Thomaskirche im Stuttgarter Stadtteil Kaltental wurde 1936–38 erbaut, während des Zweiten Weltkriegs zerstört und 1948–51 wieder aufgebaut. Sie gilt als eines der prägenden Bauwerke des Stadtteils.

## Geschichte
Die seit 1888 eigenständige Kirchengemeinde in Kaltental feierte ihre Gottesdienste zunächst in einem Bethaus, das sich an der Stelle des heutigen Kindergartens befand. Nach Vorplanungen ab 1930 und einem ergebnislosen Wettbewerb des Vereins für Christliche Kunst 1933 wurde schließlich im Frühjahr 1936 der Grundstein gelegt; am 17. Juli 1938 wurde die Kirche eingeweiht. Die Entwürfe stammten von den Architekten Hermann Eckert (technische Leitung) und Hannes Mayer (künstlerische Leitung). Die künstlerische Oberleitung wurde dem Gutachter Hans Seytter übertragen.
Der Bau stellte aufgrund der steilen Hanglage eine besondere Herausforderung dar. Unter der Diktatur des Nationalsozialismus wurde er außerdem erheblich erschwert. Die Fertigstellung konnte erst erfolgen, nachdem die Kirchengemeinde der Einrichtung eines Luftschutzkellers im Untergeschoss zugestimmt hatte. Trotz dieser Einschränkungen wurde die Thomaskirche schließlich am 17. Juni 1938 eingeweiht.
Beim Luftangriff vom 11. März 1943 wurde die Kirche von Bomben sehr stark beschädigt; lediglich der Luftschutzkeller blieb unbeschädigt. In der Nachbarschaft kamen 14 Menschen ums Leben.
1948–51 wurde die Thomaskirche unter der Leitung des Architekten Hanns Mayer wieder aufgebaut. Der Wiederaufbau folgte in Kubatur und Formensprache dem Ursprungsbau, ersetzte aber die hölzernen Stützen des Innenraums durch Betonpfeiler. 1951 wurde die Kirche erneut eingeweiht.

## Architektur
Die Thomaskirche steht markant am westlichen Talhang der Kaltentaler Abfahrt und prägt mit ihrem eigenwillig geschwungenen Turmhelm aus Kupferblech das Ortsbild. Der kurze, quadratische Chorturm hat jeweils zwei hochrechteckige Schallöffnungen an allen vier Seiten direkt unter der Traufe des Turmhelms. Dieser massiv-wehrhaft erscheinende Turm aus Gönninger Kalktuff dient als städtebauliches Merkzeichen, ist aber inzwischen durch hohe Bäume teilweise verdeckt. Die traditionelle Heimatschutz-Architektur des trutzigen Bauwerks aus der Zeit kurz vor dem Zweiten Weltkrieg wurzelt in den Gestaltauffassungen der „Stuttgarter Schule“ Paul Schmitthenners, eines Lehrers von Hanns Mayer. Charakteristisch dafür sind das Sichtmauerwerk aus Werkstein und die Schleppgauben auf dem Ziegeldach. Das auf der Ostseite zur Schwarzwaldstraße dreigeschossige Gebäude hat wegen der enorm steilen Hanglage auf der Eingangsseite im Westen nur ein Geschoss, integriert aber unter dem Andachtsraum einen Gemeindesaal im 1. Untergeschoss und mehrere Gruppen- und Veranstaltungsräume. Ein moderner Aufzug verbindet die drei Geschosse.
Der schlichte Chorraum wird durch den Altar und ein Rundfenster dominiert, was der Kirche eine klare, zurückhaltende Ästhetik verleiht.

## Ausstattung
Die vier Glocken der Kirche sind auf die Töne b, ges, es und des gestimmt und ergeben einen warmen es-moll-Akkord. Die Glocken dienen nicht nur dem Ruf zum Gottesdienst, sondern erklingen auch zu festen Gebetszeiten und besonderen Anlässen.
Da das christliche Leben nicht nur auf den Sonntag beschränkt ist, erklingen die Glocken auch an Werktagen zu festgelegten Gebetszeiten um 7 Uhr, 12 Uhr, 15 Uhr, 19 Uhr (im Sommerhalbjahr 19:30 Uhr).
Nach der Zerstörung der ursprünglichen Orgel im Jahr 1943 wurde die neue Orgel 1951 von der Orgelbaufirma Friedrich Weigle gebaut. Im Jahr 2010 erfolgte eine umfassende Restaurierung der Orgel, finanziert durch Spenden der Gemeinde, um ihre langfristige Funktion sicherzustellen.

## Begegnungsstätte
Die Thomaskirche dient nicht nur als Gotteshaus, sondern auch als Begegnungsstätte für die Gemeinde. Zusätzlich gibt es eine inklusive Theatergruppe, eine Wandergruppe sowie Gesprächsrunden und kulturelle Veranstaltungen.